# Hildesheimi Szent Bernward
Bernward von Hildesheim magyarul Hildesheimi Szent Bernward (kb. 960. – Hildesheim, 1022. november 20.) hildesheimi püspök, valószínűleg Dietrich szász palotagróf fia.

## Élete
Árvaságra jutva anyai nagyapja, Adalbero szász palotagróf udvaránál élt. Körülbelül 975-től a hildesheimi káptalaniskolában Thangmar keze alatt sajátította el a hét szabad művészetet, ismerkedett meg az egyházmegye ügyeivel, és tett szert művészeti / kézműves készségekre. 985-től Mainzban folytatta tanulmányait, ahol 993-ban Willigis érsek pappá szentelte. Egy ideig nagyapja, Adalbero szász palotagróf szolgálatában tevékenykedett, ennek során utazást tett Utrechtbe. Elutasította a deventeri apáti tisztséget, majd nagyapja halála után 987-től a császári udvar káplánja lett. 988-tól Theophanu anyacsászárné megbízásából az akkor nyolcéves III. Ottó nevelésével foglalkozott.
Amikor az udvari vetélytársak kezdték megnehezíteni az életét, akkor jött a felkérés, hogy Gerdag von Hildesheim püspök utódja legyen. 993. január 15-én szentelték fel, és közel harminc évig viselte ezt a tisztséget. 1000-1001 telén részt vett III. Ottó Róma és Tivoli ellen vívott csatájában, 1006-ban részt vett II. Henrik IV. Balduin flamand gróf elleni hadjáratában, ezt követően zarándoklatot tett Tours-i Szent Márton és Párizsi Szent Dénes sírjához.
1018-ban megalapította a püspökség első férfikolostorát, a hildesheimi Szent Mihály-kolostort, valamint megépíttette a Hildesheimi Szent Mihály-templomot. Megerősítette a várost, és megszervezte az egyházmegye védelmét a szlávok és normannok ellen. Rendszeresen zsinatokat tartott, ügyelt az egyházi bevételek célirányos felhasználására, pártolta az egyháziak képzését. Bőkezűen támogatta a művészetet, így Hildesheim a kor művelődési központjává vált. Mint művész is nevezetes: életrajzírói építészként, kézirat-illusztrátorként és ötvösként is emlegették. Fennmaradtak a műhelyéből származó művészi kéziratok (egy biblia, két evangélium, egy evangeliárium), elefántcsont könyvborítók, nemesfémből és drágakőből készült munkák (keresztek, gyertyatartók), kőfaragó munkák (sírkő és kőkoporsó), de a feljegyzések szerint falfestményeket, mozaikpadlókat, kelyheket és kehelytányérokat is készített.
Az általa építtetett hildesheimi székesegyház nagy érckapuját mintázta, melyet a szobrászat történetében nevezetes 16 domborműves bibliai ábrázolás díszít. A kapu bal oldalán az Ószövetség alakjai láthatóak fentről lefelé a világ teremtésétől Ábel meggyilkolásáig, jobb oldalon emelkedő sorrendben az Újszövetség eseményei az angyali üdvözlettől Krisztus feltámadásáig. Szintén Bernward műve a székesegyház előtt álló ércoszlop, a Krisztus életét ábrázoló domborművekkel.
1150-ben az erfurti zsinat engedélyezte tiszteletét a Szent Mihály-apátságban, 1193-ban pedig III. Celesztin pápa a szentek közé sorolta. Ünnepnapja kezdetben október 26-án volt, 1922-ben helyezték át november 20-ra.